# Curtiss SC Seahawk
 (janvier 2018).
Si vous disposez d'ouvrages ou d'articles de référence ou si vous connaissez des sites web de qualité traitant du thème abordé ici, merci de compléter l'article en donnant les références utiles à sa vérifiabilité et en les liant à la section « Notes et références ».
Le Curtiss SC Seahawk était un hydravion de reconnaissance conçu par la Curtiss Aeroplane and Motor Company pour l'United States Navy. Les Curtiss SO3C Seamew et Vought OS2U Kingfisher alors utilisés par l'US Navy furent conçus en 1937 et en 1942, avaient besoin d'être remplacés.

## Conception et développement

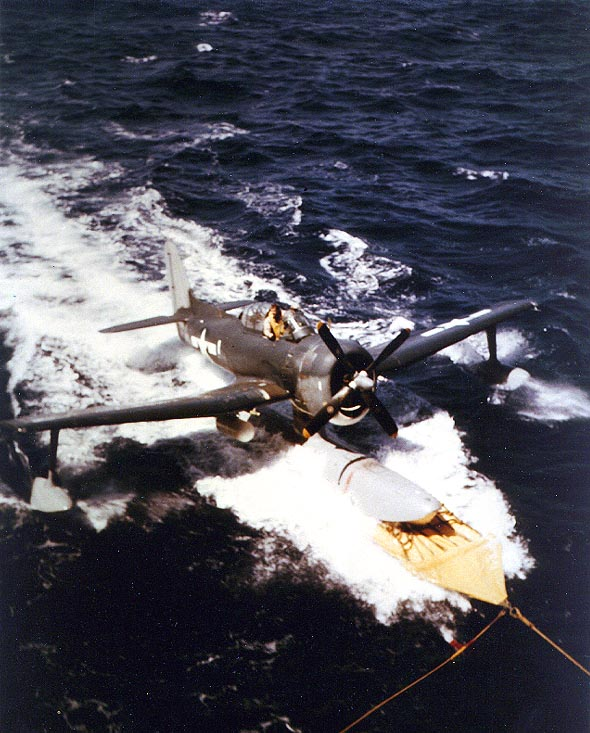
L' USS Alaska (CB-1) récupérant un SC-1 en mars 1945, lors de la bataille d'Iwo Jima. L'avion attend d'être ramassé par la grue du navire après son arrivée sur un tapis de réception.

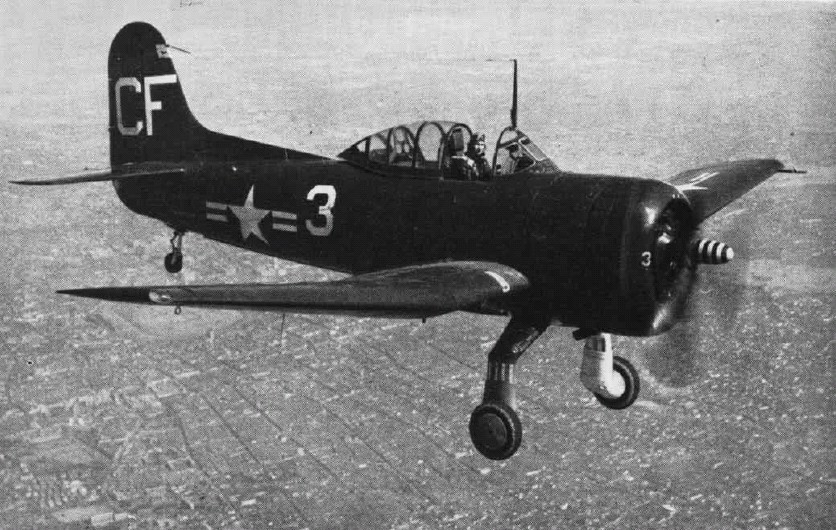
Un SC-1 de L'US Navy à partir de l' USS Duluth (CL-87) au-dessus de Shanghai en 1948

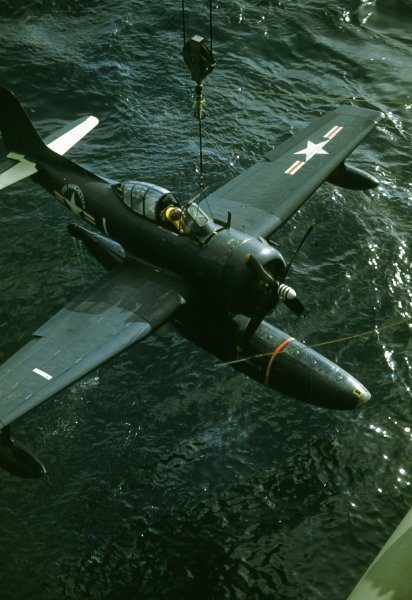
Un SC-1 Seahawk en train être hissés à bord de l'USS Manchester (CL-83) lors d'un déploiement en Mer Méditerranée en 1947/1948

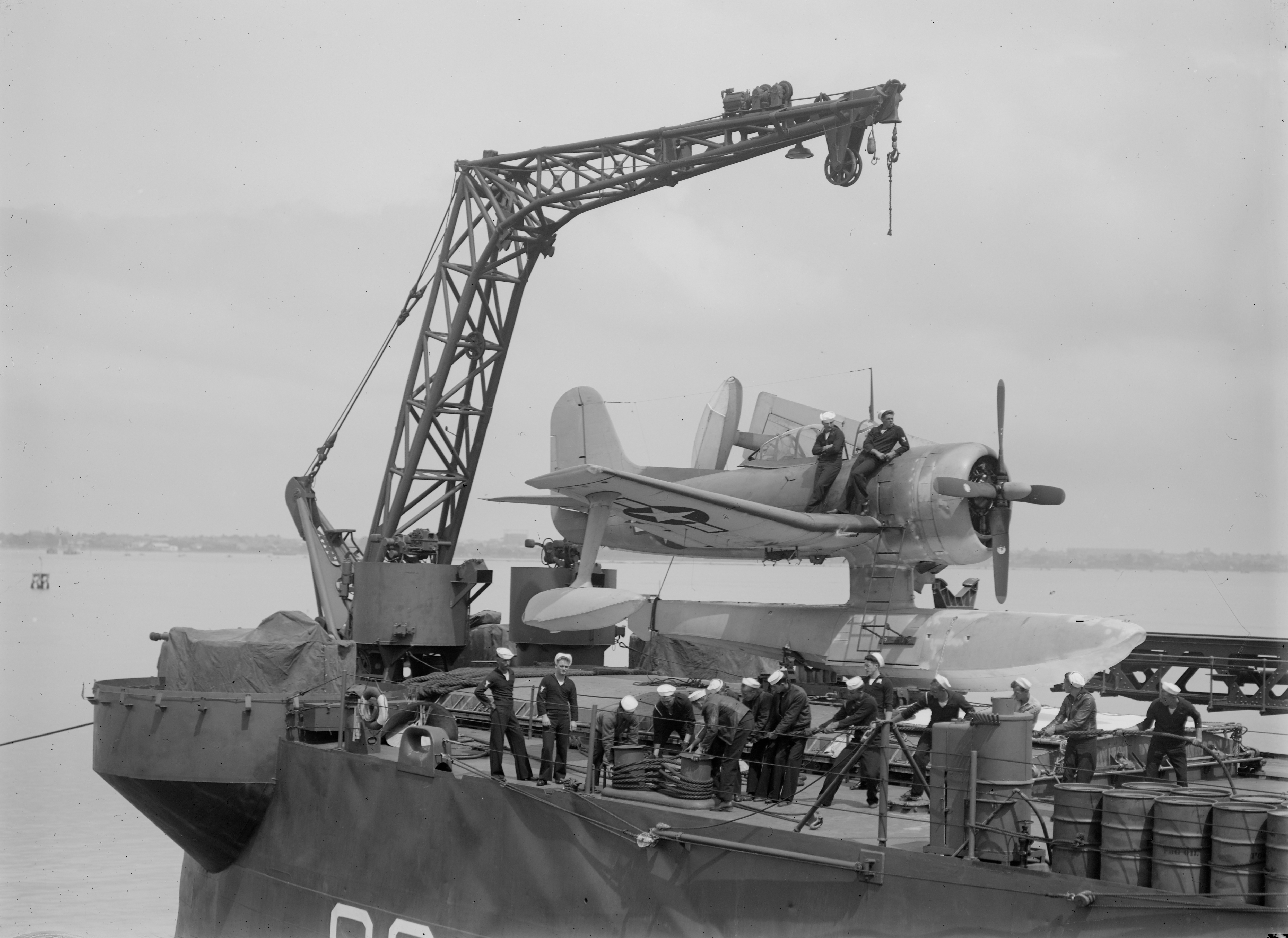
Un Seahawk à bord USS Birmingham (CL-62)

La conception débuta en juin 1942, à la suite d'une demande du Bureau of Aeronautics de l'US Navy pour un hydravion de reconnaissance. Curtiss soumit le Seahawk le 1er août 1942 et obtint un contrat pour deux prototypes et cinq avions de présérie le 25 août. Une commande pour 500 SC-1 de série suivit en juin 1943, avant même le premier vol du prototype.
Le Seahawk était un hydravion monoplace mais il possédait aussi une couchette dans la partie arrière du fuselage pour le secours en mer ou le transfert de personnel. Deux mitrailleuses Browning M2 de 12,7 mm furent montées dans les ailes, ainsi que deux points d'emports sous voilure pour 250 lb (113 kg) de bombes ou bien un radar à balayage de surface sous l'aile droite. Les ailes étaient pliables. Le flotteur principal, conçu à l'origine pour intégrer une soute à bombes, subit de grosses fuites[réf. nécessaire] et fut donc modifié pour transporter un réservoir de carburant auxiliaire.
Le premier vol du prototype XSC-1 eut lieu le 16 février 1944, près de l'usine Curtiss de Columbus dans l'Ohio. Les essais en vol durèrent jusqu'au 28 avril, lorsque le dernier des sept avions de pré-production prit l'air. Neuf autres prototypes d'une version biplace furent plus tard construits, désignée SC-2, elle ne fut jamais mise en production

## Histoire opérationnelle
Les premiers Seahawks furent livrés le 22 octobre 1944, à l'USS Guam. Tous les 577 avions produits pour l'US Navy étaient d'abord livrés avec un train classique et ensuite amenés à la Naval Air Station appropriée, où les flotteurs étaient installés au besoin.
Pouvant être muni d'un flotteur ou d'un train d'atterrissage (fixe), le Seahawk a sans doute été le meilleur hydravion de reconnaissance américain de la Seconde Guerre mondiale. Cependant, son développement prolongé le fit entrer en service trop tard pour avoir un rôle significatif dans la guerre. Il ne fut mis en service qu'en juin 1945, lors du bombardement de l'île de Bornéo. À la fin de la guerre, les hydravions étaient de moins en moins d'actualité et le Seahawk fut bientôt remplacé par des hélicoptères.
Il n'existe pas d'exemplaire survivant de Seahawk.

## Variantes
XSC-1
SC-1
SC-2

## Culture populaire (Bande dessinée)
Un Seahawk figure dans un des plus célèbres albums des Aventures de Tintin (Coke en Stock).
Lancé par le croiseur lourd USS Los Angeles, en patrouille en Mer rouge, il intervient à point nommé pour grenader le sous-marin "négrier" utilisé par le gang de l'infâme Rastapopoulos (qui coordonne ses coupables activités depuis son luxueux yacht , le Shérazade ), alors même que Tintin, le capitaine Haddock et Piotr Szut, qui ont pris en main le cargo des trafiquants de main-d'œuvre, le SS Ramona, chargé d'esclaves noirs, ont de plus en plus de mal à esquiver les torpilles qui leur sont destinées.